# عفينة (المخادر)

تعديل مصدري - تعديل

عفينة هي إحدى قرى عزلة المعشار بمديرية المخادر التابعة لمحافظة إب، بلغ تعداد سكانها 45 نسمة حسب تعداد اليمن لعام 2004.